# Lemniscomys macculus
Lemniscomys macculus — вид гризунів родини мишевих (Muridae). Він зустрічається в таких країнах: Демократична Республіка Конго, Ефіопія, Кенія, Південний Судан, Уганда і, можливо, Руанда. Його природні середовища існування — це вологі савани та субтропічні або тропічні сезонно вологі або затоплені низинні луки.

## Морфологічна характеристика
Це дрібний гризун з довжиною голови і тіла від 81 до 118 мм, довжиною хвоста від 70 до 150 мм, довжиною лапи від 19,8 до 25 мм, довжиною вух від 10 до 20 мм і вага до 35 грамів. Верхня частина тіла чорно-бура, з чорнуватою смугою, що тягнеться вздовж спини, яка часто ледве помітна. З кожного боку є шість-вісім рядів маленьких, дуже близько з’єднаних світлих плям. Голова сива. Низ, підборіддя і горло білі. Лапи порівняно невеликі. Хвіст за довжиною дорівнює голові та тулубу, зверху коричнево-чорний, знизу світліший і практично безшерстий.

## Поведінка
Це наземний і частково денний вид. Він знаходить притулок серед скелястих розсипів, де будує підземні тунелі. Харчується зерном.